# De pictura
Il De pictura (o Sulla pittura) è un trattato sulla pittura scritto da Leon Battista Alberti. Secondo alcuni recenti studi fu redatto dapprima in latino, nel 1435, dedicandolo a Filippo Brunelleschi, e successivamente in volgare, arricchendolo di nuove riflessioni, di correzioni di precedenti errori e di chiarimenti.

## Descrizione
Fu la prima opera di una trilogia di trattati sulle arti "maggiori" che ebbero una larga diffusione nell'ambito umanistico, arrivando ad essere tre testi fondamentali del Rinascimento. Gli altri due sono il De re aedificatoria (sull'architettura, scritto intorno al 1450) e il De statua (sulla scultura, di datazione incerta, forse del 1462).
L'opera ebbe una scarsa fortuna nel campo della diretta pratica pittorica rinascimentale a dispetto delle sue valenze didattiche. La versione volgare rimase piuttosto dimenticata fino alla pubblicazione avvenuta solo nel 1847. La versione latina ebbe maggior diffusione e fu pubblicata a stampa, per la prima volta nel 1540 a Basilea.
Con questo trattato, tuttavia, Alberti influenzò sul piano teorico, non solo il Rinascimento italiano (Leonardo, Piero della Francesca) ma tutto quanto si sarebbe detto sulla pittura sino ai nostri giorni.

### Genesi dell'opera
Alberti faceva parte di una famiglia fiorentina esiliata durante le lotte politiche del XIV secolo, ed ebbe la possibilità di tornare a Firenze solo dal 1434, al seguito della corte papale che vi soggiornò a lungo, anche per partecipare al Concilio che si teneva in quegli anni.
Qui si avvicinò all'opera dei novatori fiorentini (Filippo Brunelleschi, Donatello e Masaccio), con i quali condivideva l'interesse per l'umanesimo e per l'arte classica. Alberti fu il primo a dare una sistemazione teorica scritta alle innovazioni di questi maestri nelle discipline artistiche. Il De pictura fu la prima trattazione di una disciplina artistica non intesa solo come tecnica manuale, ma anche come ricerca intellettuale e culturale, e sarebbe difficile da immaginare fuori dallo straordinario contesto fiorentino e scritta da un autore diverso da Alberti, grande intellettuale umanista, ma artista egli stesso, anche se una sua attività nel campo delle arti figurative è ancora da dimostrare, nonostante poco lusinghieri riferimenti del Vasari.
In particolare, nel De pictura l'Alberti si prefiggeva di dare una regola e una sistemazione alle arti figurative, anche attraverso la geometria, e con finalità probabilmente didattiche.  
Il trattato conteneva quindi un'analisi di tutta la tecnica e la teoria pittorica fino ad allora conosciuta, con una sistematicità che superava i precedenti prontuari medievali ed opere come il Libro dell'arte di Cennino Cennini di pochi decenni prima.

### Contenuti
Il trattato è organizzato in tre "libri":
- Il primo libro tratta della riduzione bidimensionale della realtà tridimensionale e contiene una delle prime trattazioni dirette al pubblico della prospettiva[5] lineare geometrica, messa a punto verso il 1416, da Filippo Brunelleschi, che venne ampiamente accreditato della scoperta, arrivando a dedicargli l'intera opera nella traduzione del 1436. La tecnica brunelleschiana consisteva essenzialmente nel dividere il campo visivo entro un reticolo, con il contenuto dei singoli campi che veniva poi opportunamente proiettato sul dipinto tramite una costruzione geometrica. Ciò necessitava la determinazione di un punto di vista ottimale dello spettatore e solo se si osservava il dipinto dalla distanza prevista si otteneva una visione perfezionata. Alberti rese il metodo più flessibile, pensando la rappresentazione pittorica come una sezione della piramide ottica, e il punto di osservazione collegato al punto di fuga collocato sulla linea dell'orizzonte. Al punto di fuga convergono tutte le linee perpendicolari al piano del dipinto.
- Nel secondo libro tratta di “circonscrizione, composizione, e ricevere di lumi”.

1. la Circumscriptio consisteva nel tracciamento del contorno dei corpi;
2. la Compositio, elemento centrale nella trattazione albertiana, era il tracciamento delle linee che uniscono i contorni dei corpi, cioè la composizione della scena pittorica;
3. la Receptio luminum, prende in considerazione i colori e la luce.

- Il terzo libro del trattato contiene considerazioni generali sulla professione dell'artista ed è uno dei momenti in cui si prefigura una nuova immagine dell'artista, inteso come intellettuale a tutti gli effetti.

Da notare nel trattato alcuni riferimenti a Vitruvio che potrebbero indicare in Alberti interessi verso l'architettura fin dagli anni '30 del XV secolo.